# هرمان تئودور سیمون
 هرمان تئودور سیمون (انگلیسی: Hermann Theodor Simon؛ زاده ۱ ژانویه ۱۸۷۰ درگذشته ۲۲ دسامبر ۱۹۱۸) یک فیزیک‌دان اهل آلمان بود.